# Юго-Западная Африка
Ю́го-За́падная А́фрика, также Намибия — название, которое использовалось для именования территории современной Республики Намибия во времена колониализма под контролем Германской империи, а затем ЮАС и ЮАР.
Германская колония с 1884 года была известна как Германская Юго-Западная Африка. Германия имела проблемы с управлением этой территорией ввиду большого количества восстаний, самым мощным из которых было восстание во главе с руководителем повстанцев Яковом Моренгой. Главный порт, Уолфиш-Бей, и Острова Пингвинов были аннексированы Великобританией в состав Капской колонии в 1878 году и стали частью Южно-Африканского Союза в 1910 году.
Согласно Гельголандско-Занзибарскому соглашению в 1890 году Полоса Каприви вдоль северной границы Бечуаналенда должна была предоставить Германии суверенный доступ к реке Замбези; своё название она получила в честь графа Лео фон Каприви, тогдашнего германского канцлера.
С началом Первой мировой войны на территорию Германской Юго-Западной Африки начали наступление войска доминиона Великобритании — Южно-Африканского Союза и уже 9 июля 1915 года германские колониальные войска капитулировали, вся страна была оккупирована южно-африканскими войсками. По Версальскому договору Юго-Западная Африка была передана под управление Южно-Африканскому Союзу, который в 1922 году получил мандат группы «В» Лиги Наций на управление этой подмандатной территорией.
После прекращения существования Лиги Наций ООН в 1946 году поручила Южно-Африканскому Союзу осуществлять опеку над Подопечной Территорией Объединённых Наций Юго-Западная Африка (англ. United Nations Trust Territory of Southwest Africa), готовя её к предоставлению независимости.
12 июня 1966 года Генеральная Ассамблея ООН признала осуществление опеки Южно-Африканской Республикой ненадлежащим и прекратило её, присвоив подопечной территории новое название — Намибия (по пустыне Намиб). Южно-Африканская Республика проигнорировала решения ООН и продолжала осуществлять оккупацию Намибии и управление ею наравне с другими провинциями ЮАР. В 1971 году Международный суд ООН объявил незаконным контроль Южно-Африканской Республики над этим районом.
В конечном счёте Юго-Западная Африка получила независимость в 1990 году и сменила своё название на Намибия.
Уолфиш-Бей оставался под южноафриканским контролем до 1994 года.

## Бантустаны
Южноафриканское правительство основало 10 бантустанов в Юго-Западной Африке в конце 1960-х и начале 1970-х годов по решению комиссии Одендаала, трём из которых было предоставлено самоуправление. Они были отменены в мае 1989 года и в 1991 году вошли в состав независимой Намибии.
- Бастерленд
- Бушменленд
- Восточный Каприви (самоуправление с 1976 года)
- Герероленд (самоуправление с 1970 года)
- Дамараленд
- Каванголенд (самоуправление с 1973 года)
- Каоколенд
- Овамболенд
- Тсваналенд
- Намаленд

### Комментарии
1. ↑  африк. Suidwes-Afrika, нидерл. Zuidwest-Afrika, нем. Südwestafrika, англ. South West Africa
2. ↑  африк. Namibië, нидерл. Namibië, нем. Namibia, англ. Namibia